# Petindvajseta egipčanska dinastija
Petindvajseta egipčanska dinastija, znana tudi kot Nubijska ali Kušitska dinastija, je bila zadnja dinastija v tretjem vmesnem obdobju Egipta, ki je prišla na oblast po nubijski  zasedbi Egipta.
Faraoni iz Petindvajsete dinastije so izvirali iz Kraljestva Kuš v sedanjem severnem Sudanu in Gornjem Egiptu. Večina njih je za svoje duhovno domovino štelo Napato. V celem ali v delu Egipta so vladali od leta 744 do 656 pr. n. št. Njihova oblast se je začela z invazijo kralje Kašte v Gornji Egipt in dosegla svoj višek po več letih uspešnih in neuspešnih vojn z mezopotamskim Novoasirskim cesarstvom. Z združitvijo Kuša, Gornjega in Spodnjega Egipta je nastala največja egipčanska država po Novem kraljestvu. Faraoni so se vključili v egipčansko družbo, obudili stare egipčanske verske običaje in umetniške oblike, obnovili templje in v Egipt vnesli nekaj edinstvenih vidikov svoje nubijske kulture. V obdobju Petindvajsete dinastije so se prvič po Srednjem kraljestvu v Egiptu ponovno začele graditi piramide, veliko tudi  v sedanjem Sudanu.
Asirska cesarja Sargon II. in Sanherib sta preprečila poskuse nubijskih faraonov, da bi vzpostavili oporišča na Bližnjem vzhodu, njuna naslednika Asarhadon in Asurbanipal pa sta napadla Egipt. Vojna z Asirci je povzročila konec kušitske oblasti v severnem Egiptu in asirsko zasedbo Egipta. Petindvajseto dinastijo je nasledila Šestindvajseta dinastija. Njeni vladarji so bili na začetku asirski vazali iz domače dinastije, ki je vladala pred napadom Ahemenidskega cesarstva. 
Padec Petindvajsete dinastije je pomenil začetek poznega obdobja Starega Egipta. 

## Zgodovina

### Pije
Petindvajseta dinastija je izvirala iz Kuša v sedanjem severnem Sudanu. Njegovo duhovno središče je bila Napata, od koder je Pije (v starejših virih Pianki) napadel in prevzel oblast v Egiptu. Napad je vodil Pije osebno in svoje dosežke zapisal na Stelo zmage. Po osvojitvi Egipta je obudil največjo značilnost Egipta – gradnjo piramid. Zgradil je najstarejšo znano piramido v kraljevi nekropoli  El Kurru in razširil Amonov  tempelj v Džebel Barkalu.
Maneton ne omenja prvega faraona Petindvajsete dinastije, vendar glavnina egiptologov meni, da je to bil Pije. Maneton ne omenja niti zadnjega vladarja, Tantamanija, čeprav je njegov obstoj dobro dokazan.
Pije je večkrat neuspešno poskušal razširiti vpliv Egipta na Bližnji vzhod, kjer je vladalo mezopotamsko Novoasirsko cesarstvo. Leta 720 pr. n. št. je s svojo vojsko podprl upor proti Asircem v Filisteji in Gazi, vendar jo je Sargon II. porazil in upor je propadel.

### Šabataka
Šabataka (ali Šebitku) je okoli leta 712 pr. n. št. osvojil celo dolino Nila, vključno s Spodnjim Egiptom. Bakenranefa, zadnjega faraona iz Štiriindvajsete dinastije, ki se mu je upiral, naj bi živega sežgal, vendar za to ni nobenega trdnega dokaza.. Po osvojitvi Egipta je svojo  prestolnico preselil v Memfis. Nedavne raziskave Dan'el Kahn kažejo, da je vladal od 707/706 pr. n. št. Trditev temelji na napisu asirskega kralja Sargona II. iz leta 706 pr. n. št., ki so ga odkrili v Perziji, takratni asirski koloniji.  Napis pravi, da je bil Šebitku kralj Meluhhe, ki je v Asirijo poslal vklenjenega upornika Iamannija. Večina egiptologov je njegovo mnenje sprejela.

### Šabaka
Šabaka je obnovil velike egipčanske spomenike in s tem, da se je imenoval za prvega Amonovega svečenika, vrnil Egipt v teokratsko monarhijo. Znan je tudi po tem, da je star verski papirus prepisal na Šabakov kamen in ustvaril dobro ohranjen  primerek memfiške teologije. Podprl je vstajo proti Asircem v izraelskem mestu Ašdod, ki jo je kralj Sargon II. zatrl. 
Nedavna arheološka odkritja kažejo, da je Šabaka vladal za Šabatako in ne pred njim, ko se je domnevalo.

### Taharka
Taharka je vladal iz Memfisa, vendar je gradil po celem Egiptu, tudi v Džebel Barkalu, Kavi in Karnaku. V Karnaku je zgradil Sveto jezero, kiosk na prvem dvorišču karnaškega templja in kolonade na vhodu vanj. Nuriju pri El Kurru je zgradil največjo piramido v Nubiji. 
V 10. stoletju so egipčanski semitski zavezniki v Kanaanu (sodobni Izrael, Jordanija, Palestina in Sinaj) in južni Arameji (sodobna jugozahodna Sirija in južni Libanon) prišli pod asirsko oblast. Okoli leta 700 pr. n. št. so se odnosi med cesarstvoma zaostrili do te mere, da so sprožili vojno. Taharka se je povezal z več podjarmljenimi semitskimi ljudstvi v jugozahodnem Levantu in imel sprva nekaj uspehov,  potem pa ga je Sanherib prisilil na umik iz cele regije. Asirci so zavarovali mejo z Egiptom in se celih dvajset let niso vrnili, ker so bili zaposleni z upori Babiloncev, Elamitov, Skitov in Kaldejcev. Sanheriba so zaradi opustošenja Babilona, ki je tudi v Asiriji veljal za sveto mesto, umorili njegovi sinovi.
Njegov naslednik Asarhadon je poskušal dobiti Egipt pod svojo oblast in ga  je leta 671 pr. n. št. napadel. Porazil je Taharko in osvojil Egipt, Taharka pa je pobegnil domov v Nubijo. Asarhadon je oblast prepustil lokalnim kraljem in vse nubijske/kušitske guvernerje deportiral iz Egipta, »da ni v njem ostalo nikogar, ki bi se mu poklonil«. 
Asirci so svojo vojsko pustili samo v severnem Egiptu, zato šibki marionetni kralji, ki so jih instalirali Asirci, niso mogli dolgo časa obvladovati južnega Egipta. Taharka se je že dve leti kasneje vrnil iz Nubije in podjarmil asirske vazale do Memfisa. Asarhadon se je odpravil v Egipt, da bi ponovno vzpostavil svojo oblast, vendar je še pred tam v Harranu zbolel in umrl. Njegov naslednik Asurbanipal je v Egipt poslal svojega generala z majhno vojsko, ki je zlahka porazila Taharko in ga za vedno pregnala iz Egipta. Taharka je dve leti kasneje je v Nubiji umrl.

### Tantamani
Njegov naslednik Tantamani je poskusil ponovno osvojiti Egipt, vendar mu to ni uspelo. Napadel in porazil je  Asurbanipalovega vazalnega vladarja Neka I. in zasedel Tebe, potem pa so ga z veliko vojsko napadli Asirci  in ga prisilili na beg v Nubijo. Oplenili so Tebe, da se niso nikoli več povsem opomogle.  Na egipčanski prestol je kot Asurbanipalov vazal prišel domorodni faraon Psametik I., prvi iz Šestindvajsete dinastije. Leta 656 pr. n. št. ne miren način prevzel oblast v upornih Tebah in združil Egipt, čeprav je ostal asirski vazal do razpada Asirskega cesarstva v nizu krutih državljanskih vojn v 620. letih pr. n. št. Nubijci niso nikoli več zbrali dovolj moči, da bi ogrozili  Egipt ali Asirijo. Tantamanija so z vsemi častmi pokopali na kraljevem pokopališču v El Kurruju, malo južno od kušitske  prestolnice Napata.
Petindvajseta dinastija je vladala malo več kot sto let. Njeni nasledniki so se preselili domov v Nubijo in ustanovili Kraljestvo Napata (656-590 pr. n. št.) in kasneje Meroë (590 pr. n. št.-4. stoletje n. št.).

## Umetnost in arhitektura
Petindvajseta dinastija je kljub temu, da je vladala samo73 let (744-671 pr. n. št.), obnovila tradicionalne egipčanske  vrednote, kulturo, umetnost  in arhitekturo in zato zasedla pomembno mesto v zgodovini Egipta. 
- Relief visokega uradnika (okoli  670–650 pr. n. št., Brooklynski muzej; po slogu sodeč bi lahko bil iz  grobnice visokega uradnika z Petindvajsete ali Šestindvajsete dinastije, morda guvernerja Gornjega Egipta Montuemheta
- Kašta, ki so ga včasih imeli za prvega faraona  Petindvajsete dinastije, je prevzel oblast v delih Gornjega Egipta in svojo hčerko Amenirdis I. instaliral za glavno svečenico Amonovega templja v Tebah
- Pije je bil nubijski kralj, ki je osvojil Gornji Egipt in vladal iz svojega kraljestva Meroë; na sliki je njegova piramida v El Kurruju, Sudan
- Kipec klečečega moža s kipom boga Ozirisa v naročju; lojevec, Sakara H5-105, Egipt, Petriejev muzej egipčanske arhitekture , London
- Kipi nubijskih faraonov iz Petindvajsete dinastije, Doukki-Gel
- Nubijske piramide v Meroëju

## Faraoni iz Petindvajsete dinastije
| Pije      | \| Usimare\|okoli 744–714 pr. n. št. \| Kurru 17 \| • Tabiri (Kurru 53) • Abar (Nuri 53?) • Kensa (Kurru 4) • Peksater (Kurru 54) • Nefrukekašta (Kurru 52) | Za prvega vladarja Petindvajsete dinastije se včasih šteje Kašta in ne Pije.            |  |
| Šabataka  | | 714–705 pr. n. št. \| Kurru 18 \| • Arti (Kurru 6) \|                                   |  |
| Šabaka    | | 705–690 pr. n. št. \| Kurru 15 \| • Kalhata (Kurru 5) • Mesbat • Tabekenamun            |  |
| Taharka   | \| Kunefertumre \|690–664 pr. n. št. \| Nuri 1 \| • Takahatenamun (Nuri 21?) • Atakebasken (Nuri 36) • Naparaje (Kurru 3) • Tabekenamun                     |                                                                                         |  |
| Tantamani | \| Bakare \|664–656 pr. n. št. \| Kurru 16 \| • Piankarti [..]salka • Malakaje ? (Nuri 59)                                                                  | Ko je Psametik I. leta 656 pr. n. št. osvojil Tebe, je izgubil oblast v Gornjem Egiptu. |  |

Obdobje, ki se je začeli s Kašto in končalo z Malonakenom, se včasih imenuje napatsko obdobje po faraonih iz pozne Petindvajsete dinastije, ki so vladali iz Napate. Meroe je takrat veljal za provincialno mesto. Faraone in kraljice so pokopavali v El Kurruju in Nuriju.
Alara, prvi znani nubijski kralj in Kaštov predhodnik, ni bil iz Petindvajsete dinastije, ker ni vladal v nobenem delu Egipta.  Za ustanovitelja Petindvajsete dinastija se šteje Pije. Nekateri viri za ustanovitelja dinastije štejejo Kašto, ker je že vladal v nekaj delih Egipta. Stela z Elefantine kaže, da je imel nekaj vpliva tudi v Tebah, čeprav tam ni vladal, saj je dosegel, da je božanska oboževalka Amona Šepenupet I. njegovo hčerko Amenirdis I. imenovala za svojo naslednico.